# Marie Gevers
Maria (Marie) Theresia Carolina Fanny Gevers, född 30 december 1883 i Edegem, död där 9 mars 1975, var en belgisk författare.
Marie Gevers skrev lyrik med fin känsla för naturen och miljön som Missembourg (1917), Les arbres et le vent (1923), Antoinette (1925) och Brabanqonnes parmi les arbres (1930). hon skrev även romaner, genomdränkta av lyriskt språk, skrivna på ett enkelt språk, till en början med enklare psykologi men efterhand mera inträngande, med mörkare motiv, bland annat La comtesse des digues (1931), Madame Orpha ou la Sérénade de mai (1933, svensk översättning Majserenaden, 1936), Les oiseaux prisonniers (1935), La ligne de vie (1937) och Paix sur les champs (1941).